# 洪廷貴
洪廷貴（19世紀？—1867年），台灣府澎湖廳林投澳烏崁社（今澎湖縣馬公市烏崁里）人，清代商人、武官，曾參與咸豐年間林恭事件、同治年間戴潮春事件等平叛戰役，最高拜官至綠營守備一職。

## 生平
洪廷貴為烏崁人，烏崁洪氏與紅羅罩洪氏系出同源，約莫於南明永曆朝自金門后豐徙澎；洪廷貴約莫於道光年間（1821年－1850年）出世，其少年以膽力著稱，在台灣中路從商，亦與內山居民關係良好。
咸豐三年（1853年），鳳山縣爆發林恭事件:106，洪廷貴率眾協助官兵平亂，嗣後按察使銜分巡臺灣兵備道道員裕鐸頒予洪廷貴九品頂戴，以示獎賞。

### 戴潮春事件
同治元年（1862年）四月，戴潮春、林日晟（戇虎晟）接連在彰化縣起事，戴潮春迫使台灣道道員孔昭慈兵敗自盡，後佔領彰化縣城，自稱「東王」、林日晟則盤據大墩地區（今台中市舊市區），自號「大元帥」；期間，澎湖水師協副將陳國銓、安平水師協副將王國忠接連戰死，台灣鎮總兵官林向榮亦自殺殉職，台灣中路一帶陷入紅軍（戴潮春為首的反政府組織以「紅旗」為幟）控制，幸賴竹塹尚有鄉紳林占梅率練團抵禦紅軍北上。
同治元年（1862年）十二月，代理福建水師提督吳鴻源率三千兵馬抵達府城，繼任台灣道員洪毓琛以援軍不黯地形，需任用本地人為嚮導，洪廷貴遂被洪毓琛委以軍前效力，屢破要犯，獲五品功牌。
同治二年（1863年）正月，水師提督吳鴻源整軍駐紮鹽水港與鹿仔草（今嘉義縣鹿草鄉:165），二月起討剿南靖、大崙（皆今嘉義縣水上鄉:165）、新港一帶紅軍，二月十五攻下嘉義城，迄五月止，歷經三百餘場戰役，但六月間，洪毓琛與吳鴻源因戰略方針不合，吳鴻源被迫撤職，其福建水師提督一職由原台灣北路協副將曾元福代為署理，而台灣道員洪毓琛亦於同月病故，官軍與紅軍陷入僵持。當是時，紅軍分據中路南北，林日晟勢力範圍為大甲溪以南區域，而戴潮春則入主斗六門。
同治二年（1863年）春，左宗棠接任閩浙總督，鑒於戴潮春事件紛亂不休，內地調派的軍隊似已無法處理台灣戰事，便盤算調派在太平天國之亂中、軍功卓越的福寧鎮總兵林文察返回原籍督辦台灣軍務，此舉雖引起朝野反對，但最終仍獲同治皇帝任命。左宗棠未免林文察趁隙坐大，拔除林氏「水師提督」一銜，以「福建陸路提督」一銜總管台灣軍務，並舉薦丁曰健出任台灣道員，享有戰事共同指揮權，企圖分權制衡林文察。:115-128
同治二年（1863年）十月，林文察率五百名士兵自安平（鹿耳門）登陸:283，循河道返家鄉阿罩霧坐鎮:137，正式接掌台灣軍務，討伐南路戰務為主；而台灣道員丁曰健則另率三千兵馬自竹塹登陸，掌理北路軍事宜。十一月，丁曰健先偕竹塹鄉紳林占梅練團之力，連破大甲、牛罵頭等紅軍，同月奪回彰化縣城。而南路作戰的吳鴻源、曾元福等仍久攻斗六門不下，經林文察評估態勢，眼見四周村落接濟叛軍不斷，必須先設法阻絕叛軍相互聯絡途徑，遣派洪廷貴資募五十名村勇奔走，以檄文昭告嘉義、彰化二縣村莊，若願投效朝廷，既往一律寬宥不咎，引領原紅軍將領許豐年、石榴班張竅嘴、黃豬羔等投誠，聞風歸附者計有241座莊頭存案結狀，洪廷貴獲賞四品銜、授儘先把總職，嗣後洪廷貴率領先鋒部隊，攻破崙仔頂（約今雲林縣台西鄉和豐村、永豐村、富琦村:149），並參與攻克斗六土城以及討剿林日晟等其他戰役。
同治二年（1863年）十一月廿一，反抗軍首領之一戴潮春請降，押解至北斗，被丁曰健斬殺。同治三年（1864年）二月，林文察擒殺林日晟，兩大首領咸死於清軍手下，其後尚有零星餘黨，至同治四年（1865年）正月，才全數弭平。:136-142
同治三年（1864年）春，洪廷貴奉署水師提督曾元福之命，潛入敵營，對反抗紅軍黨羽進行招降，並考察其地理情勢回報，在生擒陳弄一役立有大功。同治三年四月，署台灣鎮總兵曾玉明命令洪廷貴駐營於二林、王宮與番控等處，鼓舞當地仕紳，與官軍夾擊垓坮庄、大突庄等紅軍村落。五月，洪廷貴募軍出擊，焚毀數十餘村，擒殺陳老林等紅軍首領。洪廷貴出師告捷，署總兵官曾玉明於信札中提及，願意替洪廷貴舉薦預留「都司」一職，當面允諾將替洪廷貴奏補實缺，在此之前，先署理大甲「守備」；但洪廷貴無力應付左右索賄打點，都司一職終為他人所得。

### 逝世
同治四年至五年（1865年－1866年）間，朝廷針對事件中有功者論賞，洪廷貴多次未列功勳名冊。期間，嘉義布袋乃有蔡沙假借捕魚卻實為海賊作亂，洪廷貴請纓率軍剿捕蔡沙，直搗賊窟，以杜絕後患，卻被曾鎮（曾玉明）駁回。
同治六年（1867年）正月，洪廷貴再次自請戰功封賞，仍未獲登錄上奏。洪廷貴自傷從戴逆起事以來，他不僅多次九死一生、深入敵窟，又為平亂墊付兵勇薪津數千，傷者付醫藥、逝者給撫恤，家產幾乎耗盡，卻不被朝廷認可，一無所獲，為此深感灰心喪氣，鬱鬱而終。

## 林文察、丁曰健爭功風波
戴潮春事件雖至同治四年（1865年）才正式落幕，但林文察與丁曰健自同治三年（1864年）春起便向朝廷競相邀功。因此二人在派赴台灣平亂之前，早互有嫌隙，又因爭功之故，二人夙怨益形加深。同年五月，丁曰健便控訴林文察假藉平叛，縱容自己叔父林奠國侵佔百姓土地，魚肉鄉民；林文察不顧罪名坐實的指證，照舊處心積慮鞏固在霧峰的家族勢力，多次藉故推託，延遲返回內地的時間，終於惹令同治皇帝不悅，以「留滯不歸」問罪林文察，林文察只得在九月中率軍回福建述職。:136-142
署台灣鎮總兵曾玉明被視為林文察一派，而丁曰健身為台灣道道台，弭平戴潮春事件後得以續留台灣，並在府城述職:136-142，洪廷貴的軍功多建立於林文察、曾玉明麾下，故少被丁曰健接受。